# Icelanonchohaptor icelanonchohaptor
Icelanonchohaptor icelanonchohaptor är en plattmaskart. Icelanonchohaptor icelanonchohaptor ingår i släktet Icelanonchohaptor och familjen Dactylogyridae. Inga underarter finns listade i Catalogue of Life.